# Tripoli (Iowa)
Pour les articles homonymes, voir Tripoli.
Tripoli est une ville du comté de Bremer, en Iowa, aux États-Unis.

## Source de la traduction
- (en) Cet article est partiellement ou en totalité issu de l’article de Wikipédia en anglais intitulé « Tripoli, Iowa » (voir la liste des auteurs).